# Amatea
Amatea (en grec antic Ἀμάθεια) va ser segons la mitologia grega, una de les cinquanta Nereides, filla de Nereu i de Doris, una nimfa filla d'Oceà i de Tetis. Tenia un únic germà, Nèrites.
Apareix a les llistes de nereides que donen Homer i Gai Juli Higí. Homer diu que ella i trenta-dues nereides més van pujar des del fons de l'oceà per arribar a les platges de Troia i plorar, juntament amb Tetis la futura mort d'Aquil·les